# Запис храст (Лебане)
Запис храст (Лебане) се налази на парцели чији је власник Општина Лебане.

## Локација
| Општина             | Лебане                                                                      |
| Катастарска општина | Лебане                                                                      |
| Потес               | Раданска                                                                    |
| Координате          | 42° 55′ 26″ С; 21° 44′ 25″ И / 42.923999999999999° С; 21.740400000000001° И |
| Надморска висина    | 326m                                                                        |

## Карактеристике
Дендрометријске вредности утврђене на терену и сателитским снимцима:
| Стабло                     | Храст |
| Висина стабла              | m     |
| Обим дебла                 | m     |
| Пречник крошње             | 1m    |
| Пречник дебла              | m     |
| Висина дебла до прве гране | m     |

## База записа
Запис је у оквиру Викимедија пројекта "Запис - Свето дрво" заведен под редним бројем 1260.